# Buergeriinae
Buergeriinae is een onderfamilie van kikkers uit de familie schuimnestboomkikkers (Rhacophoridae). De groep werd voor het eerst wetenschappelijk beschreven door Alan Channing in 1989. Later werd de wetenschappelijke naam Buergeriini  gebruikt.
Er zijn vier soorten in een enkel geslacht: Buergeria. De kikkers komen voor in delen van Azië en leven in de landen China (Taiwan) en Japan.

## Taxonomie
Geslacht Buergeria
- Soort Buergeria buergeri
- Soort Buergeria japonica
- Soort Buergeria oxycephala
- Soort Buergeria robusta

Buergeriinae · 
Rhacophorinae